# Landskrona (twierdza nad Newą)

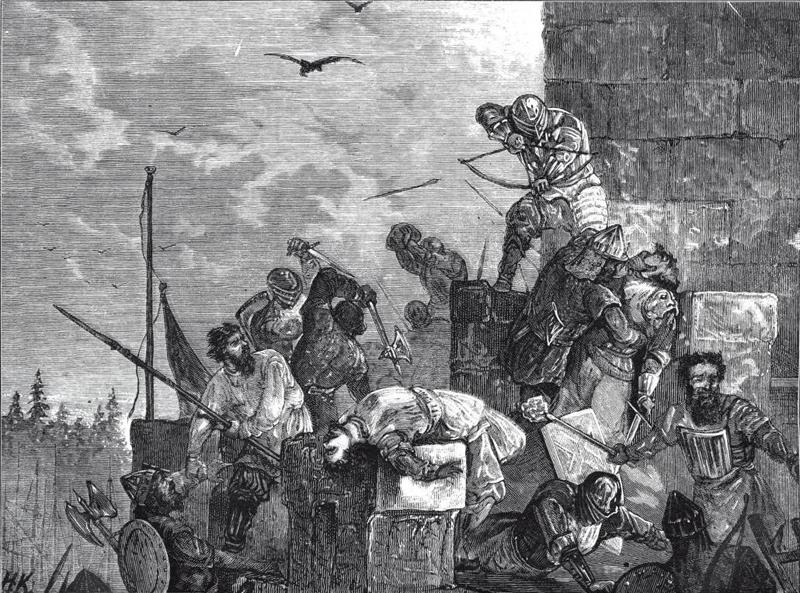
Szturm twierdzy Landskrona przez Nowogrodzian w 1301 roku (rycina z pocz. XX w.)

Landskrona (ze szw. "korona kraju", fiń. Maankruunu) – twierdza szwedzka wybudowana w 1300 roku u ujścia Ochty do Newy, na terenie dzisiejszego Petersburga. Została założona przez Torgilsa Knutssona podczas jego wyprawy w górę Newy. Składał się na nią ziemny wał, drewniany mur oraz fosa łącząca rzeki.
Jeszcze w 1300 r. oblegana przez wojska nowogrodzkie, nie została zdobyta. Wzięta szturmem rok później przez wojska Andrzeja Aleksandrowicza i zniszczona.
W XVII wieku w miejscu Landskrony powstała inna szwedzka twierdza - Nienszanc.